# کیکم
کَرکُو (نام علمی: Acer monspessulanum) نام یک گونه از سرده افرا است. از گونه‌های پهن‌برگ مناطق نیم‌خشک سرد است که حفظ آن به‌عنوان یکی از ذخایر توارثی گونه‌های جنگلی، از اهمیت خاصی برخوردار است. در ایران زیرگونه‌های تحت عنوان‌های کرکو، کی‌کف یا کیکم کردستانی (subsp. Assyriacum (Pojark) Rech.f.1969)، کهوک یا کیکم قفقازی (subsp. ibericum (M.B.) Yaltrik.1967)، سیاه کرکو یا کیکم ترکمنی (subsp. turcomanicum (Pojark) Rech.f.1969)، کیکم شیرازی (subsp. cinerascens (Boiss) Yaltrik 1967) و کهکم یا کیکم ایرانی (subsp. persicum (Pojark) Rech.f.1969) که انحصاری ایران است، وجود دارد. در استان فارس این گونه تا ارتفاع ۲۸۰۰ متری از سطح دریا در جوامع ارس حضور دارد. چوب آن دارای گره‌های زیبایی است که در کارهای کنده کاری روی چوب و منبت کاری استفاده می‌شود. در ضمن از چوب آن در صنایع خاتم استفاده می‌شود.
برخی منابع فارسی Acer monspessulanum را کیکم دانسته‌اند و برخی دیگر منابع آن را کرکو دانسته‌اند و واژه کیکم را برای Acer cinerascens به‌کار برده‌اند.